# Shanghai Golden Grand Prix
Shanghai Golden Grand Prix je atletický mítink konaný každoročně v Šanghaji v Číně. Poprvé se konal v roce 2005. Od roku 2010 je jedním z mítinků Diamantové ligy. Původně se konal v druhé polovině září, od zařazení do seriálu Diamantové ligy je pořádán v květnu.

## Rekordy mítinku

### Muži
| Disciplína                   | Výkon               | Atlet              | Rok rekordu |
| ---------------------------- | ------------------- | ------------------ | ----------- |
| Běh na 100 metrů             | 9,69 (+2.0 m/s)     | Tyson Gay          | 2009        |
| Běh na 200 metrů             | 19,76 (-0.8 m/s)    | Usain Bolt         | 2010        |
| Běh na 400 metrů             | 43,99               | Steven Gardiner    | 2018        |
| Běh na 800 metrů             | 1:43,91             | Wycliffe Kinyamal  | 2018        |
| Běh na 1500 metrů            | 3:31,42             | Nixon Chepseba     | 2011        |
| Běh na 5000 metrů            | 12:50,45            | Berihu Aregawi     | 2025        |
| Běh na 110 metrů překážek    | 12,87 (+0.6 m/s)    | Cordell Tinch      | 2025        |
| Běh na 400 metrů překážek    | 47,27               | Abderrahman Samba  | 2019        |
| Běh na 3000 metrů překážek   | 8:01,16             | Conseslus Kipruto  | 2013        |
| Skok do výšky                | 238 cm              | Mutaz Essa Baršim  | 2015        |
| Skok o tyči                  | 611 cm              | Armand Duplantis   | 2025        |
| Skok daleký                  | 861 cm (+0,7 m / s) | Luvo Manyonga      | 2017        |
| Trojskok                     | 17,24 m             | Phillips Idowu     | 2012        |
| Vrh koulí                    | 21,73 m             | Christian Cantwell | 2014        |
| Hod diskem                   | 69,69 m             | Zoltán Kővágó      | 2010        |
| Hod oštěpem                  | 89,21 m             | Ihab Abdelrahman   | 2014        |
| Zdroj na IAFF Diamond League |                     |                    |             |

### Ženy
| Disciplína                   | Výkon            | Atletka                   | Rok rekordu |
| ---------------------------- | ---------------- | ------------------------- | ----------- |
| Běh na 100 metrů             | 10,64 (+1.2 m/s) | Carmelita Jeterová        | 2009        |
| Běh na 200 metrů             | 22,06 (-0.4 m/s) | Shaunae Millerová-Uiboová | 2018        |
| Běh na 400 metrů             | 49,63            | Novlene Williamsová       | 2006        |
| Běh na 800 metrů             | 1:56,64          | Tsige Dugumaová           | 2025        |
| Běh na 1500 metrů            | 3:56,82          | Faith Kipyegonová         | 2016        |
| Běh na 5000 metrů            | 14:14,32         | Almaz Ayanaová            | 2015        |
| Běh na 100 metrů překážek    | 12,42 (+0.3 m/s) | Grace Starková            | 2025        |
| Běh na 400 metrů překážek    | 53,34            | Lashinda Demusová         | 2010        |
| Běh na 3000 metrů překážek   | 9:04,53          | Beatrice Chepkoechová     | 2019        |
| Skok do výšky                | 202 cm           | Blanka Vlašičová          | 2007        |
| Skok o tyči                  | 485 cm           | Jelena Isinbajevová       | 2009        |
| Skok daleký                  | 695 cm           | Ivana Španovićová         | 2016        |
| Trojskok                     | 14,89 m          | Olga Rypakovová           | 2010        |
| Vrh koulí                    | 20,54 m          | Chase Jacksonová          | 2025        |
| Hod diskem                   | 70,88 m          | Sandra Perkovićová        | 2016        |
| Hod oštěpem                  | 66,89 m          | Lü Chuej-chuej            | 2019        |
| Zdroj na IAFF Diamond League |                  |                           |             |